# Vertigo ronnebyensis
Vertigo ronnebyensis is een slakkensoort uit de familie van de Vertiginidae. De wetenschappelijke naam van de soort is voor het eerst geldig gepubliceerd in 1871 door Westerlund.